# Shay Brennan
Pour les articles homonymes, voir Brennan.
Seamus Anthony "Shay" Brennan (6 mai 1937 - 9 juin 2000), né à Manchester (Angleterre), était un footballeur des années 60, défenseur de la république d'Irlande.

## Biographie
Il a disputé 355 rencontres pour Manchester United, remportant deux titres de champion d'Angleterre en 1965 et 1967 et une coupe d'Europe des clubs champions en 1968.
Bien que né en Angleterre, il a choisi de jouer pour l'équipe d'Irlande du fait de parents irlandais. Shay Brennan avait figuré sur la liste des 40 joueurs pré-sélectionnés par l'Angleterre pour la Coupe du monde 1962. Le changement des critères de sélection de la FIFA en 1964 lui offre la possibilité de jouer pour la république d'Irlande, qui l'appelle en mai 1965 contre l'Espagne.

## Sources
- (en) Stephen McGarrigle, The Complete who's who of Irish international football : 1945-1996, Edimbourg, Mainstream Publishing, octobre 1996, 237 p. (ISBN 1-85158-894-9), p. 26-27